# Мартинівське (заказник)
Марти́нівське — лісовий заказник місцевого значення в Україні. Розташований між селами Прибужани, Яструбинове і Мартинівське Вознесенського району Миколаївської області. 
Площа 145 га. Статус отриманий у 1984 році. Перебуває у віданні ДП «Вознесенське лісове господарство» (Прибузьке лісництво, кв. 43-45). 

## Характеристика
Статус присвоєно для збереження лісового масиву, в якому переважають насадження дуба звичайного та горіха волоського.